# Asyndetus inermis
Asyndetus inermis är en tvåvingeart som beskrevs av Octave Parent 1927. Asyndetus inermis ingår i släktet Asyndetus och familjen styltflugor.
Artens utbredningsområde är Kongo. Inga underarter finns listade i Catalogue of Life.